# Codificação de vídeo de alta eficiência
High Efficiency Video Coding (HEVC), também conhecido como H.265 e MPEG-H Part 2, é um padrão de compressão de vídeo projetado como parte do projeto MPEG-H como sucessor do amplamente utilizado Advanced Video Coding (AVC, H.264 ou MPEG-4 Part 10). Em comparação com o AVC, o HEVC oferece de 25% a 50% melhor compressão de dados no mesmo nível de qualidade de vídeo, ou qualidade de vídeo substancialmente melhorada na mesma taxa de bits. Ele suporta resoluções de até 8192×4320, incluindo 8K UHD, e diferentemente do AVC de 8 bits, o perfil Main 10 de maior fidelidade do HEVC foi incorporado em quase todo o hardware de suporte.
Enquanto o AVC usa a transformada discreta de cosseno (DCT) inteira com tamanhos de bloco de 4×4 e 8×8, o HEVC usa tanto a DCT inteira quanto a Discrete sine transform (DST) com tamanhos de bloco variados entre 4×4 e 32×32. O High Efficiency Image File Format (HEIF) é baseado em HEVC.

## Conceito
De muitas maneiras, HEVC é uma extensão dos conceitos em H.264/MPEG-4 AVC. Ambos funcionam comparando diferentes partes de um quadro de vídeo para encontrar áreas redundantes, tanto dentro de um único quadro quanto entre quadros consecutivos. Essas áreas redundantes são então substituídas por uma breve descrição em vez dos pixels originais. As principais mudanças para HEVC incluem a expansão das áreas de comparação de padrões e codificação de diferenças de 16×16 pixels para tamanhos de até 64×64, segmentação aprimorada de tamanho de bloco variável, previsão "intra" aprimorada dentro da mesma imagem, previsão aprimorada de vetor de movimento e fusão de região de movimento, filtragem de compensação de movimento aprimorada e uma etapa de filtragem adicional chamada filtragem de deslocamento adaptável à amostra. O uso efetivo dessas melhorias requer muito mais capacidade de processamento de sinal para compactar o vídeo, mas tem menos impacto na quantidade de computação necessária para descompactação.
O HEVC foi padronizado pela Joint Collaborative Team on Video Coding (JCT-VC), uma colaboração entre o ISO / IEC MPEG e o ITU-T Study Group 16 VCEG. O grupo ISO/IEC se refere a ele como MPEG-H Parte 2 e o ITU-T como H.265. A primeira versão do padrão HEVC foi ratificada em janeiro de 2013 e publicada em junho de 2013. A segunda versão, com extensões multivisualização (MV-HEVC), extensões de alcance (RExt) e extensões de escalabilidade (SHVC), foi concluída e aprovada em 2014 e publicada no início de 2015. As extensões para vídeo 3D (3D-HEVC) foram concluídas no início de 2015, e as extensões para codificação de conteúdo de tela (SCC) foram concluídas no início de 2016 e publicadas no início de 2017, abrangendo vídeos contendo gráficos renderizados, texto ou animação, bem como (ou em vez de) cenas de vídeo capturadas por câmera. Em outubro de 2017, o padrão foi reconhecido pelo Primetime Emmy Engineering Award por ter tido um efeito material na tecnologia da televisão.
As taxas de licenciamento combinadas oferecidas atualmente por todos os órgãos de licenciamento de patentes são mais altas do que as do AVC. As taxas de licenciamento são uma das principais razões pelas quais a adoção do HEVC tem sido baixa na web e é por isso que algumas das maiores empresas de tecnologia (Amazon, AMD, Apple, ARM, Cisco, Google, Intel, Microsoft, Mozilla, Netflix, Nvidia e mais) se juntaram à Alliance for Open Media, que finalizou o formato de codificação de vídeo alternativo livre de royalties AV1 em 28 de março de 2018.

## História
O formato HEVC foi desenvolvido em conjunto por mais de uma dúzia de organizações em todo o mundo. A maioria das contribuições ativas de patentes para o desenvolvimento do formato HEVC veio de cinco organizações: Samsung Electronics (4.249 patentes), General Electric (1.127 patentes), M&K Holdings (907 patentes), NTT (878 patentes) e JVC Kenwood (628 patentes). Outros detentores de patentes incluem Fujitsu, Apple, Canon, Universidade Columbia, KAIST, Universidade Kwangwoon, MIT, Universidade Sungkyunkwan, Funai, Hikvision, KBS, KT e NEC.

### Trabalho anterior
Em 2004, o Grupo de Peritos em Codificação de Vídeo (VCEG) da ITU-T iniciou um importante estudo sobre os avanços tecnológicos que poderiam permitir a criação de um novo padrão de compressão de vídeo (ou melhorias substanciais orientadas para a compressão do padrão H.264/MPEG-4 AVC). Em outubro de 2004, foram pesquisadas várias técnicas para potencial aprimoramento do padrão H.264/MPEG-4 AVC. Em janeiro de 2005, na reunião seguinte do VCEG, o VCEG começou a designar certos tópicos como "Áreas Técnicas Chave" (KTA) para investigação posterior. Foi criada uma base de código de software denominada base de código KTA para avaliar tais propostas. O software KTA foi baseado no software de referência Joint Model (JM) desenvolvido pela MPEG & VCEG Joint Video Team para H.264/MPEG-4 AVC. Outras tecnologias propostas foram integradas ao software KTA e testadas em avaliações experimentais ao longo dos quatro anos seguintes.
Duas abordagens para padronizar a tecnologia de compressão aprimorada foram consideradas: criar um novo padrão ou criar extensões do H.264/MPEG-4 AVC. O projeto teve os nomes provisórios H.265 e H.NGVC (Next-generation Video Coding) e foi uma parte importante do trabalho do VCEG até evoluir para o projeto conjunto HEVC com o MPEG em 2010.
Os requisitos preliminares para o NGVC eram a capacidade de ter uma redução de bit rate de 50% na mesma qualidade de imagem subjetiva em comparação com o perfil alto H.264/MPEG-4 AVC e complexidade computacional variando de 1/2 a 3 vezes a do perfil alto. O NGVC seria capaz de fornecer uma redução de 25% na taxa de bits juntamente com uma redução de 50% na complexidade com a mesma qualidade de vídeo percebida do perfil alto, ou fornecer uma redução maior na taxa de bits com uma complexidade um pouco maior.
O Moving Picture Experts Group (MPEG) da ISO / IEC iniciou um projeto semelhante em 2007, provisoriamente denominado High-performance Video Coding. Foi decidido como meta do projeto até julho de 2007 um acordo para obter uma redução de 50% na taxa de bits As primeiras avaliações foram realizadas com modificações do codificador de software de referência KTA desenvolvido pela VCEG. Em julho de 2009, os resultados experimentais mostraram uma redução média de bits de cerca de 20% em comparação com o AVC High Profile; esses resultados levaram a MPEG a iniciar seu esforço de padronização em colaboração com a VCEG.

### Equipe colaborativa conjunta em Video Coding
A MPEG e a VCEG estabeleceram uma Equipe Colaborativa Conjunta em Codificação de Vídeo (JCT-VC) para desenvolver o padrão HEVC.

### Padronização
Uma Chamada formal conjunta para Propostas sobre tecnologia de compressão de vídeo foi emitida em janeiro de 2010 pela VCEG e MPEG, e as propostas foram avaliadas na primeira reunião da Equipe Colaborativa Conjunta MPEG & VCEG sobre Codificação de Vídeo (JCT-VC), que ocorreu em abril de 2010. Foram apresentadas um total de 27 propostas completas. As avaliações mostraram que algumas propostas conseguiram atingir a mesma qualidade visual do AVC com apenas metade da taxa de bits em muitos dos casos de teste, ao custo de um aumento de 2 a 10 vezes na complexidade computacional, e algumas propostas alcançaram bons resultados de qualidade subjetiva e taxa de bits com menor complexidade computacional do que as codificações de alto perfil do AVC de referência. Nessa reunião, o nome High Efficiency Video Coding (HEVC) foi adotado para o projeto conjunto. A partir dessa reunião, o JCT-VC integrou recursos de algumas das melhores propostas em uma única base de código de software e um "Modelo de Teste sob Consideração", e realizou mais experimentos para avaliar vários recursos propostos. O primeiro rascunho de especificação de trabalho do HEVC foi produzido na terceira reunião do JCT-VC em outubro de 2010. Muitas mudanças nas ferramentas de codificação e configuração do HEVC foram feitas em reuniões posteriores do JCT-VC.
Em 25 de janeiro de 2013, a UIT anunciou que o HEVC havia recebido a aprovação da primeira fase (consentimento) no Processo de Aprovação Alternativa (AAP) da UIT-T. No mesmo dia, a MPEG anunciou que o HEVC havia sido promovido ao status de Padrão Internacional Final (FDIS) no processo de padronização da MPEG.
Em 13 de abril de 2013, o HEVC/H.265 foi aprovado como um padrão ITU-T. A norma foi publicada formalmente pela ITU-T em 7 de junho de 2013 e pela ISO/IEC em 25 de novembro de 2013.
Em 11 de julho de 2014, a MPEG anunciou que a 2ª edição do HEVC conterá três extensões concluídas recentemente, que são as extensões multiview (MV-HEVC), as extensões de alcance (RExt) e as extensões de escalabilidade (SHVC).
Em 29 de outubro de 2014, a versão 2 do HEVC/H.265 foi aprovada como um padrão ITU-T. Foi então publicado formalmente em 12 de janeiro de 2015.
Em 29 de abril de 2015, a versão 3 do HEVC/H.265 foi aprovada como um padrão ITU-T.
Em 3 de junho de 2016, a versão 4 do HEVC/H.265 foi consentida na ITU-T e não foi aprovada durante uma votação em outubro de 2016.
Em 22 de dezembro de 2016, a versão 4 do HEVC/H.265 foi aprovada como um padrão ITU-T.

### Licenciamento de patentes
Em 29 de setembro de 2014, a MPEG LA anunciou sua licença HEVC que cobre as patentes essenciais de 23 empresas. Os primeiros 100.000 “dispositivos” (que incluem implementações de software) são isentos de royalties e, depois disso, a taxa é de US$ 0,20 por dispositivo, até um limite anual de US$ 25 milhões. Isso é significativamente mais caro do que as taxas do AVC, que eram de US$ 0,10 por dispositivo, com a mesma isenção de 100.000 e um limite anual de US$ 6,5 milhões. A MPEG LA não cobra nenhuma taxa sobre o conteúdo em si, algo que eles tentaram quando licenciaram inicialmente o AVC, mas posteriormente abandonaram quando os produtores de conteúdo se recusaram a pagar. A licença foi expandida para incluir os perfis na versão 2 do padrão HEVC.
Quando os termos do MPEG LA foram anunciados, os comentaristas notaram que vários detentores de patentes importantes não faziam parte do grupo. Entre elas estavam AT&T, Microsoft, Nokia e Motorola. Na época, havia especulações de que essas empresas formariam seu próprio pool de licenciamento para competir ou aumentar o pool da MPEG LA. Esse grupo foi formalmente anunciado em 26 de março de 2015, como HEVC Advance. Os termos, abrangendo 500 patentes essenciais, foram anunciados em 22 de julho de 2015, com taxas que dependem do país de venda, tipo de dispositivo, perfil HEVC, extensões HEVC e recursos opcionais HEVC. Ao contrário dos termos MPEG LA, o HEVC Advance reintroduziu taxas de licença sobre conteúdo codificado com HEVC, através de uma taxa de partilha de receitas.
A licença inicial do HEVC Advance tinha uma taxa máxima de royalties de US$ 2,60 por dispositivo para países da Região 1 e uma taxa de royalties de conteúdo de 0,5% da receita gerada pelos serviços de vídeo HEVC. Os países da Região 1 na licença HEVC Advance incluem Estados Unidos, Canadá, União Europeia, Japão, Coreia do Sul, Austrália, Nova Zelândia e outros. Os países da Região 2 são países não listados na lista de países da Região 1. A licença HEVC Advance tinha uma taxa máxima de royalties de US$ 1,30 por dispositivo para países da Região 2. Ao contrário do MPEG LA, não havia limite anual. Além disso, a HEVC Advance também cobrava uma taxa de royalties de 0,5% da receita gerada pelos serviços de vídeo que codificam conteúdo em HEVC.
Quando foram anunciadas, houve uma reação considerável de observadores da indústria sobre as taxas "irracionais e gananciosas" sobre os dispositivos, que eram cerca de sete vezes maiores que as taxas da MPEG LA. Somados, um dispositivo exigiria licenças que custariam US$ 2,80, vinte e oito vezes mais caro que o AVC, além de taxas de licença sobre o conteúdo. Isto levou a apelos para que “os proprietários de conteúdos [se unissem] e concordassem em não licenciar da HEVC Advance”. Outros argumentaram que as taxas poderiam levar as empresas a mudar para padrões concorrentes, como Daala e VP9.
Em 18 de dezembro de 2015, a HEVC Advance anunciou mudanças nas taxas de royalties. As mudanças incluem uma redução na taxa máxima de royalties para países da Região 1 para US$ 2,03 por dispositivo, a criação de limites anuais de royalties e uma isenção de royalties sobre conteúdo gratuito para usuários finais. Os limites anuais de royalties para uma empresa são de US$ 40 milhões para dispositivos, US$ 5 milhões para conteúdo e US$ 2 milhões para recursos opcionais.
Em 3 de fevereiro de 2016, a Technicolor SA anunciou que havia se retirado do pool de patentes HEVC Advance e que licenciaria diretamente suas patentes HEVC. O HEVC Advance listou anteriormente 12 patentes da Technicolor. O Technicolor anunciou que havia se reunido novamente em 22 de outubro de 2019.
Em 22 de novembro de 2016, a HEVC Advance anunciou uma iniciativa importante, revisando sua política para permitir que implementações de software HEVC fossem distribuídas diretamente para dispositivos móveis de consumo e computadores pessoais, sem royalties, sem exigir uma licença de patente.
Em 31 de março de 2017, a Velos Media anunciou sua licença HEVC que cobre as patentes essenciais da Ericsson, Panasonic, Qualcomm Incorporated, Sharp e Sony.
Em abril de 2019, a lista de patentes MPEG LA HEVC tinha 164 páginas.

#### Titulares de patentes
As seguintes organizações atualmente detêm as patentes mais ativas nos pools de patentes HEVC listados pela MPEG LA e HEVC Advance:
| Organização                                                           | Patentes ativas | Ref    |
| --------------------------------------------------------------------- | --------------- | ------ |
| Samsung Electronics                                                   | 4249            | [ 9 ]  |
| General Electric (GE)                                                 | 1127            | [ 9 ]  |
| M&K Holdings Inc                                                      | 0907            | [ 10 ] |
| Nippon Telegraph and Telephone (incluindo NTT Docomo)                 | 0878            | [ 10 ] |
| JVCKenwood                                                            | 0628            | [ 10 ] |
| Dolby Laboratories                                                    | 0624            | [ 9 ]  |
| Infobridge Pte. Ltd.                                                  | 0572            | [ 10 ] |
| Mitsubishi Electric                                                   | 0401            | [ 9 ]  |
| SK Telecom (incluindo SK Planet)                                      | 0380            | [ 10 ] |
| MediaTek (por meio da HFI Inc.)                                       | 0337            | [ 9 ]  |
| Sejong University                                                     | 0330            | [ 9 ]  |
| KT Corp                                                               | 0289            | [ 10 ] |
| Philips                                                               | 0230            | [ 9 ]  |
| Godo Kaisha IP Bridge                                                 | 0219            | [ 9 ]  |
| NEC Corporation                                                       | 0219            | [ 10 ] |
| Electronics and Telecommunications Research Institute (ETRI) of Korea | 0208            | [ 10 ] |
| Canon Inc.                                                            | 0180            | [ 10 ] |
| Tagivan II                                                            | 0162            | [ 10 ] |
| Fujitsu                                                               | 0144            | [ 10 ] |
| Kyung Hee University                                                  | 0103            | [ 10 ] |

### Versões
Versões do padrão HEVC/H.265 usando as datas de aprovação do ITU-T.
- Versão 1: (13 de abril de 2013) Primeira versão aprovada do padrão HEVC/H.265 contendo perfis Main, Main10 e Main Still Picture.[32][33][34]
- Versão 2: (29 de outubro de 2014) Segunda versão aprovada do padrão HEVC/H.265 que adiciona 21 perfis de extensão de alcance, dois perfis de extensão escaláveis e um perfil de extensão multivisualização.[37][38][39]
- Versão 3: (29 de abril de 2015) Terceira versão aprovada do padrão HEVC/H.265 que adiciona o perfil 3D Main.[40][41][42]
- Versão 4: (22 de dezembro de 2016) Quarta versão aprovada do padrão HEVC/H.265 que adiciona sete perfis de extensão de codificação de conteúdo de tela, três perfis de extensão de alto rendimento e quatro perfis de extensão escaláveis.[64][45][46]
- Versão 5: (13 de fevereiro de 2018) Quinta versão aprovada do padrão HEVC/H.265 que adiciona mensagens SEI adicionais que incluem mensagens SEI de vídeo omnidirecional, um perfil Monocromático 10, um perfil Main 10 Still Picture e correções para vários defeitos menores no conteúdo anterior da Especificação.[65][66]
- Versão 6: (29 de junho de 2019) Sexta versão aprovada do padrão HEVC/H.265 que adiciona mensagens SEI adicionais que incluem mensagens de manifesto SEI e prefixo SEI, e correções para vários defeitos menores no conteúdo anterior da Especificação.[65][67]
- Versão 7: (29 de novembro de 2019) Sétima versão aprovada do padrão HEVC/H.265 que adiciona mensagens SEI adicionais para informações de vídeo fisheye e regiões anotadas, e também inclui correções para vários defeitos menores no conteúdo anterior da Especificação.[65][68]
- Versão 8: em 22 de agosto de 2021 foi aprovada a Versão 8.[69]
- Versão 9: em 13 de setembro de 2023 foi aprovada a Versão 9.[70]
- Versão 10: em 29 de julho de 2024 foi aprovada a versão 10, é a versão mais recente.[71]

## Implementações e produtos

### 2012
Em 29 de fevereiro de 2012, no Mobile World Congress de 2012, a Qualcomm demonstrou um decodificador HEVC rodando em um tablet Android, com um processador dual-core Qualcomm Snapdragon S4 rodando a 1,5 GHz, mostrando versões H.264/MPEG-4 AVC e HEVC do mesmo conteúdo de vídeo sendo reproduzidos lado a lado. Nesta demonstração, o HEVC mostrou uma redução de quase 50% na taxa de bits em comparação com o H.264/MPEG-4 AVC.

### 2013
Em 11 de fevereiro de 2013, pesquisadores do MIT demonstraram o primeiro decodificador HEVC ASIC publicado no mundo na Conferência Internacional de Circuitos de Estado Sólido (ISSCC) 2013. O chip deles era capaz de decodificar um fluxo de vídeo de 3840×2160p a 30 fps em tempo real, consumindo menos de 0,1 W de potência.
Em 3 de abril de 2013, a ATEME anunciou a disponibilidade da primeira implementação de código aberto de um reprodutor de software HEVC baseado no decodificador OpenHEVC e no reprodutor de vídeo GPAC, ambos licenciados sob LGPL. O decodificador OpenHEVC suporta o perfil principal do HEVC e pode decodificar vídeo 1080p a 30 fps usando uma CPU de núcleo único. Um transcodificador ao vivo que suporta HEVC e usado em combinação com o reprodutor de vídeo GPAC foi exibido no estande da ATEME na NAB Show em abril de 2013.
Em 23 de julho de 2013, a MulticoreWare anunciou e disponibilizou o código-fonte para a Biblioteca do Codificador HEVC x265 sob a licença GPL v2.
Em 8 de agosto de 2013, a Nippon Telegraph and Telephone anunciou o lançamento de seu codificador de software HEVC-1000 SDK que suporta o perfil Main 10, resoluções de até 7680×4320 e taxas de quadros de até 120 fps.
Em 14 de novembro de 2013, os desenvolvedores do DivX divulgaram informações sobre o desempenho da decodificação HEVC usando uma CPU Intel i7 a 3,5 GHz com 4 núcleos e 8 threads. O decodificador DivX 10.1 Beta era capaz de 210,9 fps a 720p, 101,5 fps a 1080p e 29,6 fps a 4K.
Em 18 de dezembro de 2013, a ViXS Systems anunciou o envio de seu XCode (não confundir com o Xcode IDE da Apple para MacOS) 6400 SoC, que foi o primeiro SoC a oferecer suporte ao perfil Main 10 do HEVC.

### 2014
Em 5 de abril de 2014, na feira NAB, a eBrisk Video, Inc. e a Altera Corporation demonstraram um codificador HEVC Main10 acelerado por FPGA que codificou vídeo 4Kp60/10 bits em tempo real, usando uma plataforma dual-Xeon E5-2697-v2.
Em 13 de agosto de 2014, a Ittiam Systems anunciou a disponibilidade de seu codec H.265/HEVC de terceira geração com suporte 4:2:2 de 12 bits.
Em 5 de setembro de 2014, a Blu-ray Disc Association anunciou que a especificação 4K Blu-ray Disc suportaria vídeo 4K codificado em HEVC a 60 fps, a Rec. Espaço de cor 2020, alta faixa dinâmica (PQ e HLG) e profundidade de cor de 10 bits. Os discos Blu-ray 4K têm uma taxa de dados de pelo menos 50 Mbit/s e capacidade de disco de até 100 GB. Os discos Blu-ray 4K e os reprodutores ficaram disponíveis para compra em 2015 ou 2016.
Em 9 de setembro de 2014, a Apple anunciou o iPhone 6 e o iPhone 6 Plus, que oferecem suporte a HEVC/H.265 para FaceTime via celular.
Em 18 de setembro de 2014, a Nvidia lançou a GeForce GTX 980 (GM204) e a GTX 970 (GM204), que inclui o Nvidia NVENC, o primeiro codificador de hardware HEVC do mundo em uma placa de vídeo discreta.
Em 31 de outubro de 2014, a Microsoft confirmou que o Windows 10 oferecerá suporte a HEVC de fábrica, de acordo com uma declaração de Gabriel Aul, líder da equipe de dados e fundamentos do Microsoft Operating Systems Group. O Windows 10 Technical Preview Build 9860 adicionou suporte de nível de plataforma para HEVC e Matroska.
Em 3 de novembro de 2014, o Android Lollipop foi lançado com suporte pronto para uso para HEVC usando o software Ittiam Systems.

### 2015
Em 5 de janeiro de 2015, a ViXS Systems anunciou o XCode 6800, o primeiro SoC a oferecer suporte ao perfil Main 12 do HEVC.
Em 5 de janeiro de 2015, a Nvidia anunciou oficialmente o Tegra X1 SoC com decodificação de hardware HEVC de função fixa completa.
Em 22 de janeiro de 2015, a Nvidia lançou a GeForce GTX 960 (GM206), que inclui o primeiro decodificador de hardware HEVC Main/Main10 de função fixa completa do mundo em uma placa de vídeo discreta.
Em 23 de fevereiro de 2015, a Advanced Micro Devices (AMD) anunciou que seu ASIC UVD encontrado nas APUs Carrizo seriam as primeiras CPUs baseadas em x86 a ter um decodificador de hardware HEVC.
Em 27 de fevereiro de 2015, a versão 2.2.0 do do media player VLC foi lançada com suporte robusto à reprodução HEVC. As versões correspondentes no Android e iOS também são capazes de reproduzir HEVC.
Em 31 de março de 2015, a VITEC anunciou o MGW Ace, que foi o primeiro codificador HEVC portátil 100% baseado em hardware que fornece codificação HEVC móvel.
Em 5 de agosto de 2015, a Intel lançou os produtos Skylake com decodificação/codificação Main/8 bits de função fixa completa e decodificação Main10/10 bits híbrida/parcial.
Em 9 de setembro de 2015, a Appl anunciou o chip Apple A9, usado pela primeira vez no iPhone 6S, seu primeiro processador com um decodificador HEVC de hardware compatível com Main 8 e 10. Este recurso não seria desbloqueado até o lançamento do iOS 11 em 2017.

### 2016
Em 11 de abril de 2016, o suporte total HEVC (H.265) foi anunciado na versão mais recente do MythTV (0.28).
Em 30 de agosto de 2016, a Intel anunciou oficialmente os produtos de CPUs Core de 7ª geração (Kaby Lake) com suporte total para decodificação de hardware HEVC Main10 de função fixa.
Em 7 de setembro de 2016, a Apple anunciou o chip Apple A10, usado pela primeira vez no iPhone 7, que incluía um codificador HEVC de hardware compatível com Main 8 e 10. Este recurso não seria desbloqueado até o lançamento do iOS 11 em 2017.
Em 25 de outubro de 2016, a Nvidia lançou a GeForce GTX 1050Ti (GP107) e a GeForce GTX 1050 (GP107), que incluem codificador de hardware HEVC Main10/Main12 com função fixa completa.

### 2017
Em 5 de junho de 2017, a Apple anunciou o suporte HEVC H.265 no macOS High Sierra, iOS 11, tvOS, HTTP Live Streaming e Safari.
Em 25 de junho de 2017, a Microsoft lançou uma extensão de aplicativo HEVC gratuita para Windows 10, permitindo que alguns dispositivos Windows 10 com hardware de decodificação HEVC reproduzissem vídeo usando o formato HEVC dentro de qualquer aplicativo.
Em 19 de setembro de 2017, a Apple lançou o IOS 11 e o tvOS 11 com suporte para codificação e decodificação HEVC.
Em 25 de setembro de 2017, a Apple lançou o MacOS High Sierra com suporte para codificação e decodificação HEVC.
Em 28 de setembro de 2017, a GoPro lançou a câmera de ação Hero6 Black, com codificação de vídeo 4K60P HEVC.
Em 17 de outubro de 2017, a Microsoft removeu o suporte de decodificação HEVC do Windows 10 com a atualização Fall Creators da versão 1709, disponibilizando o HEVC como um download pago separado na Microsoft Store.
Em 2 de novembro de 2017, a Nvidia lançou a GeForce GTX 1070 Ti (GP104), que inclui decodificador de hardware HEVC Main10/Main12 com função fixa completa.

### 2018
Em 20 de setembro de 2018, a Nvidia lançou a GeForce RTX 2080 (TU104), que inclui um decodificador de hardware HEVC Main 4:4:4 12 com função fixa completa.

### 2022
Em 25 de outubro de 2022, o Chrome lançou a versão 107, que começa a oferecer suporte à decodificação de hardware HEVC para todas as plataformas "pronta para uso", se o hardware for compatível.

### Suporte ao navegador
HEVC é implementado nestes navegadores da web:
- Navegador Android (desde a versão 5 de novembro de 2014)[112]
- Safari (desde a versão 11 de setembro de 2017)[113]
- Edge (desde a versão 77 de julho de 2017, com suporte no Windows 10 1709+ para dispositivos com hardware compatível quando as extensões de vídeo HEVC estão instaladas, desde a versão 107 de outubro de 2022, com suporte no macOS 11+, Android 5.0+)[114]
- Chrome (desde a versão 107 de outubro de 2022, compatível com macOS 11+, Android 5.0+, compatível com Windows 7+, ChromeOS e Linux para dispositivos com hardware compatível)[115]
- Opera (desde a versão 94 de dezembro de 2022, com suporte nas mesmas plataformas do Chrome)

Em junho de 2023, estima-se que 88,31% dos navegadores em uso em sistemas de desktop e móveis eram capazes de reproduzir vídeos HEVC em páginas da web HTML5, com base em dados do Can I Use.

### Suporte ao sistema operacional
|                      | Microsoft Windows | macOS                                          | Android | iOS |
| -------------------- | --- | ---------------------------------------------- | --- | --- |
| Suporte a codecs     | Sim | Sim                                            | Sim | Sim |
| Suporte de contêiner | MP4 (.mp4, .m4v) QuickTime File Format (.mov) Matroska (.mkv) | MP4 (.mp4, .m4v) QuickTime File Format (.mov)  | MP4 (.mp4, .m4v) Matroska (.mkv) | MP4 (.mp4, .m4v) QuickTime File Format (.mov) |
| Notas                | - Suporte introduzido no Windows 10 versão 1507. - O suporte integrado foi removido no Windows 10 versão 1709 devido aos custos de licenciamento. O complemento HEVC Video Extensions pode ser adquirido na Microsoft Store para habilitar a reprodução HEVC no aplicativo de media player padrão Microsoft Movies & TV. - Desde o Windows 11 versão 22H2, o HEVC Video Extensions é integrado por instalação padrão. | Suporte introduzido no macOS 10.13 High Sierra | - Suporte introduzido no Android 5.0 - Alguns dispositivos Android podem suportar apenas decodificação de hardware de 8 bits (perfil principal), mas não de 10 bits (perfil principal 10). | - Suporte introduzido no iOS 11.0 - A reprodução com decodificação de software é possível no iPhone 5s (a 720p/240 fps, 1080p/60 fps) e iPhone 6 (a 1080p/240 fps). - A decodificação de hardware está disponível no Apple A9 (iPhone 6s), enquanto a decodificação e codificação de hardware estão disponíveis no Apple A10 (iPhone 7). |

## Eficiência de codificação

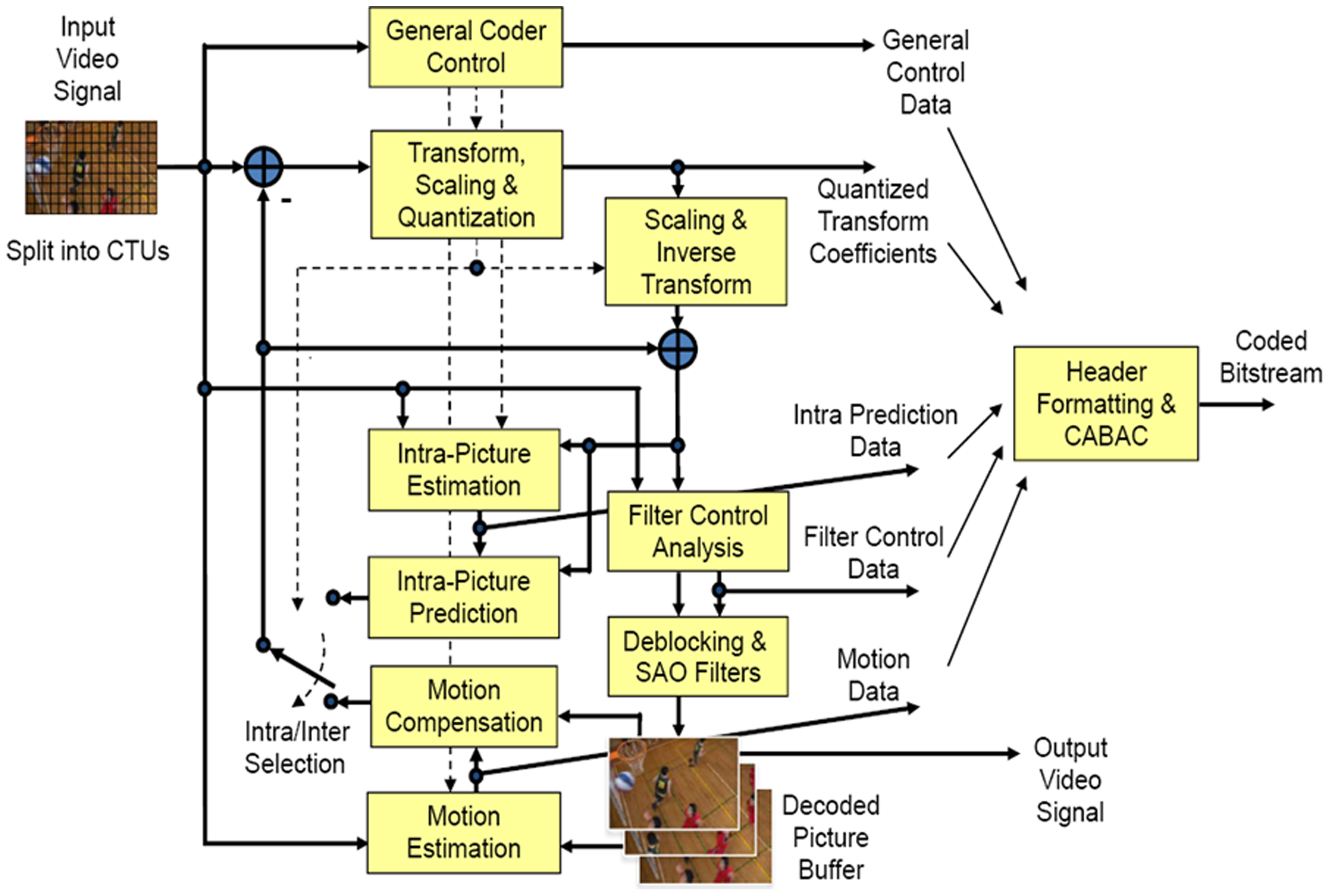
Diagrama de blocos do HEVC

A maioria dos padrões de codificação de vídeo são projetados principalmente para atingir a mais alta eficiência de codificação. Eficiência de codificação é a capacidade de codificar vídeo na menor taxa de bits possível, mantendo um certo nível de qualidade de vídeo. Há duas maneiras padrão de medir a eficiência de codificação de um padrão de codificação de vídeo: usar uma métrica objetiva, como a relação sinal-ruído de pico (PSNR), ou usar uma avaliação subjetiva da qualidade do vídeo. A avaliação subjetiva da qualidade do vídeo é considerada a forma mais importante de medir um padrão de codificação de vídeo, uma vez que os humanos percebem a qualidade do vídeo subjetivamente.
O HEVC se beneficia do uso de tamanhos maiores de unidades de árvore de codificação (CTU). Isso foi demonstrado em testes de PSNR com um codificador HM-8.0 HEVC, onde foi forçado a usar tamanhos de CTU progressivamente menores. Para todas as sequências de teste, quando comparadas com um tamanho de CTU de 64×64, foi demonstrado que a taxa de bits HEVC aumentou em 2,2% quando forçada a usar um tamanho de CTU de 32×32 e aumentou em 11,0% quando forçada a usar um tamanho de CTU de 16×16. Nas sequências de teste da Classe A, onde a resolução do vídeo era de 2560×1600, quando comparada com um tamanho de CTU de 64×64, foi demonstrado que a taxa de bits HEVC aumentou em 5,7% quando forçada a usar um tamanho de CTU de 32×32, e aumentou em 28,2% quando forçada a usar um tamanho de CTU de 16×16. Os testes mostraram que grandes tamanhos de CTU aumentam a eficiência da codificação e também reduzem o tempo de decodificação.
O HEVC Main Profile (MP) foi comparado em eficiência de codificação ao H.264/MPEG-4 AVC High Profile (HP), MPEG-4 Advanced Simple Profile (ASP), H.263 High Latency Profile (HLP) e H.262/MPEG-2 Main Profile (MP). A codificação de vídeo foi feita para aplicações de entretenimento e doze taxas de bits diferentes foram criadas para as nove sequências de teste de vídeo com um codificador HM-8.0 HEVC sendo usado. Das nove sequências de teste de vídeo, cinco estavam em resolução HD, enquanto quatro estavam em resolução WVGA (800×480). As reduções de taxa de bits para HEVC foram determinadas com base no PSNR com HEVC tendo uma redução de taxa de bits de 35,4% em comparação com H.264/MPEG-4 AVC HP, 63,7% em comparação com MPEG-4 ASP, 65,1% em comparação com H.263 HLP e 70,8% em comparação com H.262/MPEG-2 MP.
O HEVC MP também foi comparado com o H.264/MPEG-4 AVC HP quanto à qualidade subjetiva do vídeo. A codificação de vídeo foi feita para aplicações de entretenimento e quatro taxas de bits diferentes foram criadas para nove sequências de teste de vídeo com um codificador HM-5.0 HEVC sendo usado. A avaliação subjetiva foi feita em uma data anterior à comparação do PSNR e, portanto, usou uma versão anterior do codificador HEVC que teve desempenho ligeiramente inferior. As reduções na taxa de bits foram determinadas com base na avaliação subjetiva usando valores Mean Opinion Score. A redução geral subjetiva da taxa de bits para HEVC MP em comparação com H.264/MPEG-4 AVC HP foi de 49,3%.
A École Polytechnique Fédérale de Lausanne (EPFL) realizou um estudo para avaliar a qualidade subjetiva do vídeo HEVC em resoluções superiores à HDTV. O estudo foi feito com três vídeos com resoluções de 3840×1744 a 24 fps, 3840×2048 a 30 fps e 3840×2160 a 30 fps. As sequências de vídeo de cinco segundos mostraram pessoas na rua, trânsito e uma cena do filme de animação computadorizada de código aberto Sintel. As sequências de vídeo foram codificadas em cinco taxas de bits diferentes usando o codificador HM-6.1.1 HEVC e o codificador JM-18.3 H.264/MPEG-4 AVC. As reduções subjetivas da taxa de bits foram determinadas com base na avaliação subjetiva usando valores médios de pontuação de opinião. O estudo comparou HEVC MP com H.264/MPEG-4 AVC HP e mostrou que, para HEVC MP, a redução média da taxa de bits com base no PSNR foi de 44,4%, enquanto a redução média da taxa de bits com base na qualidade subjetiva do vídeo foi de 66,5%.
Em uma comparação de desempenho HEVC lançada em abril de 2013, o HEVC MP e o Main 10 Profile (M10P) foram comparados com o H.264/MPEG-4 AVC HP e o High 10 Profile (H10P) usando sequências de vídeo de 3840×2160. As sequências de vídeo foram codificadas usando o codificador HM-10.0 HEVC e o codificador JM-18.4 H.264/MPEG-4 AVC. A redução média da taxa de bits com base no PSNR foi de 45% para vídeo Inter frame.
Em uma comparação de codificadores de vídeo lançada em dezembro de 2013, o codificador HM-10.0 HEVC foi comparado com o codificador x264 (versão r2334) e o codificador VP9 (versão v1.2.0-3088-ga81bd12). A comparação usou o método de medição de taxa de bits Bjøntegaard-Delta (BD-BR), no qual valores negativos indicam o quanto a taxa de bits é reduzida, e valores positivos indicam o quanto a taxa de bits é aumentada para o mesmo PSNR. Na comparação, o codificador HEVC HM-10.0 apresentou a maior eficiência de codificação e, em média, para obter a mesma qualidade objetiva, o codificador x264 precisou aumentar a taxa de bits em 66,4%, enquanto o codificador VP9 precisou aumentar a taxa de bits em 79,4%.
| Padrão de codificação de vídeo | Redução média da taxa de bits em comparação com H.264/MPEG-4 AVC HP | Redução média da taxa de bits em comparação com H.264/MPEG-4 AVC HP | Redução média da taxa de bits em comparação com H.264/MPEG-4 AVC HP | Redução média da taxa de bits em comparação com H.264/MPEG-4 AVC HP | Redução média da taxa de bits em comparação com H.264/MPEG-4 AVC HP |
| Padrão de codificação de vídeo | 480p                                                                | 720p                                                                | 1080p                                                               | 2160p                                                               |                                                                     |
| ------------------------------ | ------------------------------------------------------------------- | ------------------------------------------------------------------- | ------------------------------------------------------------------- | ------------------------------------------------------------------- | ------------------------------------------------------------------- |
| HEVC                           | 52%                                                                 | 56%                                                                 | 62%                                                                 | 64%                                                                 |                                                                     |

Em uma comparação subjetiva de desempenho de vídeo lançada em maio de 2014, o JCT-VC comparou o perfil HEVC Main com o perfil H.264/MPEG-4 AVC High. A comparação utilizou valores médios de pontuação de opinião e foi conduzida pela BBC e pela University of the West of Scotland. As sequências de vídeo foram codificadas usando o codificador HM-12.1 HEVC e o codificador JM-18.5 H.264/MPEG-4 AVC. A comparação usou uma variedade de resoluções e a redução média da taxa de bits para HEVC foi de 59%. A redução média da taxa de bits para HEVC foi de 52% para 480p, 56% para 720p, 62% para 1080p e 64% para 4K UHD.
Em uma comparação subjetiva de codecs de vídeo lançada em agosto de 2014 pela EPFL, o codificador HM-15.0 HEVC foi comparado com o codificador VP9 1.2.0–5183 e o codificador JM-18.8 H.264/MPEG-4 AVC. Quatro sequências de resolução 4K foram codificadas em cinco taxas de bits diferentes, com os codificadores configurados para usar um período intra de um segundo. Na comparação, o codificador HM-15.0 HEVC teve a maior eficiência de codificação e, em média, para a mesma qualidade subjetiva, a taxa de bits pode ser reduzida em 49,4% em comparação com o codificador VP9 1.2.0–5183, e pode ser reduzida em 52,6% em comparação com o codificador JM-18.8 H.264/MPEG-4 AVC.
Em agosto de 2016, a Netflix publicou os resultados de um estudo em larga escala comparando o codificador HEVC de código aberto líder, x265, com o codificador AVC de código aberto líder, x264 e o codificador VP9 de referência, libvpx. Usando sua ferramenta avançada de medição de qualidade de vídeo Video Multimethod Assessment Fusion (VMAF), a Netflix descobriu que o x265 oferecia qualidade idêntica em taxas de bits variando de 35,4% a 53,3% menores que o x264 e de 17,8% a 21,8% menores que o VP9.

## Características
O HEVC foi projetado para melhorar substancialmente a eficiência da codificação em comparação com o H.264/MPEG-4 AVC HP, ou seja, para reduzir os requisitos de taxa de bits pela metade com qualidade de imagem comparável, às custas de maior complexidade computacional. O HEVC foi projetado com o objetivo de permitir que o conteúdo de vídeo tenha uma taxa de compressão de dados de até 1000:1. Dependendo dos requisitos da aplicação, os codificadores HEVC podem compensar a complexidade computacional, a taxa de compressão, a robustez a erros e o tempo de atraso da codificação. Duas das principais características em que o HEVC foi melhorado em comparação com o H.264/MPEG-4 AVC foram o suporte para vídeo de resolução mais alta e métodos de processamento paralelo aprimorados.
O HEVC é direcionado para telas HDTV de última geração e sistemas de captura de conteúdo que apresentam taxas de quadros de varredura progressiva e resoluções de tela de QVGA (320×240) a 4320p (7680×4320), bem como qualidade de imagem aprimorada em termos de nível de ruído, espaços de cores e faixa dinâmica.

### Camada de codificação de vídeo
A camada de codificação de vídeo HEVC usa a mesma abordagem "híbrida" usada em todos os padrões de vídeo modernos, começando com H.261, pois usa previsão inter/intra-imagem e codificação de transformação 2D. Um codificador HEVC primeiro prossegue dividindo uma imagem em regiões em forma de bloco para a primeira imagem, ou a primeira imagem de um ponto de acesso aleatório, que usa previsão intra-imagem. A previsão intra-imagem ocorre quando a previsão dos blocos na imagem é baseada apenas nas informações dessa imagem. Para todas as outras imagens, é usada a previsão entre imagens, na qual as informações de previsão são usadas de outras imagens. Após os métodos de previsão serem concluídos e a imagem passar pelos filtros de loop, a representação final da imagem é armazenada no buffer de imagem decodificada. As imagens armazenadas no buffer de imagens decodificadas podem ser usadas para a previsão de outras imagens.
O HEVC foi projetado com a ideia de que o vídeo de varredura progressiva seria usado e nenhuma ferramenta de codificação foi adicionada especificamente para vídeo entrelaçado. Ferramentas de codificação específicas de entrelaçamento, como MBAFF e PAFF, não são suportadas em HEVC. Em vez disso, o HEVC envia metadados que informam como o vídeo entrelaçado foi enviado. O vídeo entrelaçado pode ser enviado codificando cada quadro como uma imagem separada ou codificando cada campo como uma imagem separada. Para vídeo entrelaçado, o HEVC pode alternar entre codificação de quadro e codificação de campo usando o Sequence Adaptive Frame Field (SAFF), que permite que o modo de codificação seja alterado para cada sequência de vídeo. Isso permite que o vídeo entrelaçado seja enviado com HEVC sem a necessidade de processos especiais de decodificação entrelaçada a serem adicionados aos decodificadores HEVC.

#### Espaços de cor
O padrão HEVC suporta espaços de cores como filme genérico (filtros de cor usando Iluminante C), NTSC, PAL, Rec. 601 (SMPTE 170M), Rec. 709, Rec. 2020, Rec. 2100, SMPTE 240M, sRGB, sYCC, xvYCC, XYZ e espaços de cores especificados externamente, como Dolby Vision ou HDR Vivid. HEVC suporta representações de codificação de cores como RGB, YCbCr e ICtCp e YCoCg.

### Ferramentas de codificação

#### Unidade de árvore de codificação
O HEVC substitui macroblocos de 16×16 pixels, que eram usados com padrões anteriores, por unidades de árvore de codificação (CTUs) que podem usar estruturas de blocos maiores de até 64×64 amostras e podem subparticionar melhor a imagem em estruturas de tamanho variável. O HEVC inicialmente divide a imagem em CTUs que podem ser 64×64, 32×32 ou 16×16 com um tamanho de bloco de pixel maior, geralmente aumentando a eficiência da codificação.

#### Transformações inversas
HEVC especifica quatro tamanhos de unidades de transformação (TUs) de 4×4, 8×8, 16×16 e 32×32 para codificar o resíduo de predição. Um CTB pode ser particionado recursivamente em 4 ou mais TUs. As TUs usam funções de base inteira baseadas na transformada discreta de cosseno (DCT). Além disso, blocos de transformação luma 4×4 que pertencem a uma região intracodificada são transformados usando uma transformação inteira derivada da transformação senoidal discreta (DST). Isso proporciona uma redução de 1% na taxa de bits, mas foi restrito a blocos de transformação luma 4×4 devido a benefícios marginais para os outros casos de transformação. O croma usa os mesmos tamanhos de TU que o luma, portanto não há transformação 2×2 para o croma.

#### Ferramentas de processo paralelo
- Os tiles permitem que a imagem seja dividida em uma grade de regiões retangulares que podem ser decodificadas/codificadas independentemente. O principal propósito dos tiles é permitir o processamento paralelo.[12] Os tiles podem ser decodificados independentemente e podem até mesmo permitir acesso aleatório a regiões específicas de uma imagem em um fluxo de vídeo.[12]
- O processamento paralelo de frente de onda (WPP) ocorre quando uma fatia é dividida em linhas de CTUs nas quais a primeira linha é decodificada normalmente, mas cada linha adicional requer que as decisões sejam tomadas na linha anterior.[12] O WPP faz com que o codificador de entropia use informações da linha anterior de CTUs e permite um método de processamento paralelo que pode permitir melhor compressão do que os blocos.[12]
- Tiles e WPP são permitidos, mas são opcionais.[12] Se tiles estiverem presentes, eles devem ter pelo menos 64 pixels de altura e 256 pixels de largura com um limite específico de nível no número de tiles permitidos.[12]
- As fatias podem, na maioria das vezes, ser decodificadas independentemente umas das outras, com o objetivo principal dos blocos sendo a ressincronização em caso de perda de dados no fluxo de vídeo.[12] As fatias podem ser definidas como autocontidas, pois a previsão não é feita através dos limites das fatias.[12] Quando a filtragem em loop é feita em uma imagem, no entanto, informações através dos limites das fatias podem ser necessárias.[12] As fatias são CTUs decodificadas na ordem da varredura raster, e diferentes tipos de codificação podem ser usados para fatias, como tipos I, tipos P ou tipos B.[12]
- Fatias dependentes podem permitir que dados relacionados a blocos ou WPP sejam acessados mais rapidamente pelo sistema do que se a fatia inteira tivesse que ser decodificada.[12] O principal objetivo das fatias dependentes é permitir a codificação de vídeo de baixo atraso devido à sua menor latência.[12]

#### Outras ferramentas de codificação

##### Codificação de entropia
O HEVC usa um algoritmo de codificação aritmética binária adaptável ao contexto (CABAC) que é fundamentalmente semelhante ao CABAC em H.264/MPEG-4 AVC. CABAC é o único método de codificação de entropia permitido em HEVC, enquanto há dois métodos de codificação de entropia permitidos por H.264/MPEG-4 AVC. O CABAC e a codificação de entropia dos coeficientes de transformação em HEVC foram projetados para uma maior taxa de transferência do que o H.264/MPEG-4 AVC, mantendo ao mesmo tempo uma maior eficiência de compressão para tamanhos maiores de blocos de transformação em relação a extensões simples. Por exemplo, o número de compartimentos codificados por contexto foi reduzido em 8× e o modo de desvio CABAC foi melhorado em termos de design para aumentar o rendimento. Outra melhoria com HEVC é que as dependências entre os dados codificados foram alteradas para aumentar ainda mais o rendimento. A modelagem de contexto em HEVC também foi aprimorada para que o CABAC possa selecionar melhor um contexto que aumente a eficiência quando comparado com H.264/MPEG-4 AVC.

##### Predição intra

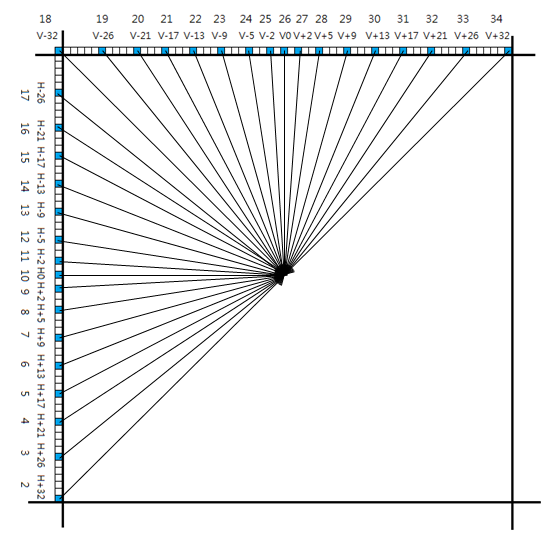
HEVC tem 33 modos de predição intra

HEVC especifica 33 modos direcionais para predição intra em comparação com os 8 modos direcionais para predição intra especificados por H.264/MPEG-4 AVC. HEVC também especifica modos de predição intra DC e predição planar. O modo de predição intra DC gera um valor médio pela média de amostras de referência e pode ser usado para superfícies planas. O modo de previsão planar em HEVC suporta todos os tamanhos de bloco definidos em HEVC, enquanto o modo de previsão planar em H.264/MPEG-4 AVC é limitado a um tamanho de bloco de 16×16 pixels. Os modos de previsão intra usam dados de blocos de previsão vizinhos que foram previamente decodificados dentro da mesma imagem.

##### Compensação de movimento
Para a interpolação de posições de amostra de luma fracionária, o HEVC usa a aplicação separável de interpolação unidimensional de meia amostra com um filtro de 8 toques ou interpolação de um quarto de amostra com um filtro de 7 toques, enquanto, em comparação, o H.264/MPEG-4 AVC usa um processo de dois estágios que primeiro deriva valores em posições de meia amostra usando interpolação unidimensional separável de 6 toques seguida de arredondamento de inteiros e, em seguida, aplica interpolação linear entre valores em posições de meia amostra próximas para gerar valores em posições de um quarto de amostra. O HEVC tem precisão melhorada devido ao filtro de interpolação mais longo e à eliminação do erro de arredondamento intermediário. Para vídeo 4:2:0, as amostras de croma são interpoladas com filtragem unidimensional separável de 4 toques para gerar precisão de oitava amostra, enquanto em comparação o H.264/MPEG-4 AVC usa apenas um filtro bilinear de 2 toques (também com precisão de oitava amostra).
Assim como no H.264/MPEG-4 AVC, a predição ponderada em HEVC pode ser usada com uni-previsão (na qual um único valor de predição é usado) ou bi-previsão (na qual os valores de predição de dois blocos de predição são combinados).

##### Previsão de vetor de movimento
HEVC define um intervalo de 16 bits assinado para vetores de movimento horizontal e vertical (MVs). Isso foi adicionado ao HEVC na reunião do HEVC de julho de 2012 com as variáveis mvLX. Os MVs horizontais/verticais HEVC têm um intervalo de −32768 a 32767 que, dada a precisão de um quarto de pixel usada pelo HEVC, permite um intervalo de MV de −8192 a 8191,75 amostras de luma. Isso se compara ao H.264/MPEG-4 AVC, que permite uma faixa de MV horizontal de -2048 a 2047,75 amostras de luma e uma faixa de MV vertical de -512 a 511,75 amostras de luma.
O HEVC permite dois modos MV que são Advanced Motion Vector Prediction (AMVP) e modo de mesclagem. O AMVP usa dados da imagem de referência e também pode usar dados de blocos de previsão adjacentes. O modo de mesclagem permite que os MVs sejam herdados de blocos de previsão vizinhos. O modo de mesclagem em HEVC é semelhante aos modos de inferência de movimento "ignorado" e "direto" em H.264/MPEG-4 AVC, mas com duas melhorias. A primeira melhoria é que o HEVC usa informações de índice para selecionar um dos vários candidatos disponíveis. A segunda melhoria é que o HEVC usa informações da lista de imagens de referência e do índice de imagens de referência.

#### Filtros de loop
O HEVC especifica dois filtros de loop que são aplicados sequencialmente, com o filtro de desbloqueio (DBF) aplicado primeiro e o filtro de deslocamento adaptativo de amostra (SAO) aplicado depois. Ambos os filtros de loop são aplicados no loop de predição entre imagens, ou seja, a imagem filtrada é armazenada no buffer de imagem decodificada (DPB) como uma referência para predição entre imagens.

##### Deblocking filter
O DBF é semelhante ao usado pelo H.264/MPEG-4 AVC, mas com um design mais simples e melhor suporte para processamento paralelo. Em HEVC, o DBF se aplica apenas a uma grade de amostra 8×8, enquanto com H.264/MPEG-4 AVC, o DBF se aplica a uma grade de amostra 4×4. O DBF usa uma grade de amostra 8×8, pois não causa degradação perceptível e melhora significativamente o processamento paralelo porque o DBF não causa mais interações em cascata com outras operações. Outra mudança é que o HEVC permite apenas três intensidades de DBF de 0 a 2. O HEVC também exige que o DBF aplique primeiro a filtragem horizontal para bordas verticais da imagem e somente depois aplique a filtragem vertical para bordas horizontais da imagem. Isso permite que vários threads paralelos sejam usados para o DBF.

##### Sample adaptive offset
O filtro SAO é aplicado após o DBF e foi projetado para permitir uma melhor reconstrução das amplitudes do sinal original aplicando deslocamentos armazenados em uma tabela de consulta no fluxo de bits. Por CTB, o filtro SAO pode ser desabilitado ou aplicado em um dos dois modos: modo de deslocamento de borda ou modo de deslocamento de banda. O modo de deslocamento de borda opera comparando o valor de uma amostra com dois de seus oito vizinhos usando um dos quatro padrões de gradiente direcional. Com base na comparação com esses dois vizinhos, a amostra é classificada em uma das cinco categorias: mínimo, máximo, uma aresta com a amostra tendo o valor mais baixo, uma aresta com a amostra tendo o valor mais alto ou monótona. Para cada uma das quatro primeiras categorias é aplicado um deslocamento. O modo de deslocamento de banda aplica um deslocamento com base na amplitude de uma única amostra. Uma amostra é categorizada por sua amplitude em uma das 32 bandas (caixas do histograma). Os deslocamentos são especificados para quatro das 32 bandas consecutivas, porque em áreas planas que são propensas a artefatos de bandas, as amplitudes das amostras tendem a se agrupar em uma pequena faixa. O filtro SAO foi projetado para aumentar a qualidade da imagem, reduzir artefatos de bandas e reduzir artefatos de toque.

#### Range extensions
As extensões de alcance em MPEG são perfis, níveis e técnicas adicionais que atendem às necessidades além da reprodução de vídeo do consumidor:
- Perfis que suportam profundidades de bits acima de 10 e diferentes profundidades de bits de luma / croma.
- Perfis intra para quando o tamanho do arquivo é muito menos importante que a velocidade de decodificação de acesso aleatório.
- Perfis de imagens estáticas, formando a base do High Efficiency Image File Format, sem qualquer limite no tamanho ou complexidade da imagem (nível 8.5). Diferentemente de todos os outros níveis, não é necessária nenhuma capacidade mínima de decodificador, apenas o melhor esforço com fallback razoável.

Dentro desses novos perfis, surgiram recursos de codificação aprimorados, muitos dos quais oferecem suporte à codificação de tela eficiente ou ao processamento de alta velocidade:
- Adaptação persistente do Rice, uma otimização geral da codificação de entropia.
- Predição ponderada de maior precisão em altas profundidades de bits.[143]
- Previsão de componentes cruzados, permitindo que a decorrelação de cores YCbCr imperfeita permita que a correspondência de luminância (ou G) defina as correspondências de croma (ou R/B) previstas, o que resulta em ganho de até 7% para YCbCr 4:4:4 e até 26% para vídeo RGB. Particularmente útil para codificação de tela.[143][144]
- Controle de suavização intra, permitindo que o codificador ative ou desative a suavização por bloco, em vez de por quadro.
- Modificações de transformar pular:
  - DPCM residual (RDPCM), permitindo uma codificação mais otimizada de dados residuais, se possível, em vez do zigue-zague típico.
  - Flexibilidade no tamanho do bloco, suportando tamanhos de bloco de até 32×32 (contra apenas suporte para salto de transformação 4×4 na versão 1).
  - Rotação 4×4, para eficiência potencial.
  - Transforma o contexto de salto, permitindo que os blocos DCT e RDPCM carreguem um contexto separado.
- Processamento de precisão estendido, proporcionando vídeos de baixa profundidade de bits e decodificação um pouco mais precisa.
- Alinhamento de bypass CABAC, uma otimização de decodificação específica para perfil Intra 4:4:4 16 de alto rendimento.

A versão 2 do HEVC adiciona diversas mensagens de informações de aprimoramento suplementares (SEI):
- Remapeamento de cores: mapear um espaço de cores para outro.[145]
- Função Knee: dicas para conversão entre faixas dinâmicas, particularmente de HDR para SDR.
- Dominando o volume de cores da tela
- Código de tempo, para fins de arquivamento

#### Extensões de codificação de conteúdo de tela
Opções adicionais de ferramentas de codificação foram adicionadas no rascunho de março de 2016 das extensões de codificação de conteúdo de tela (SCC):
- Transformação de cor adaptável.[146]
- Resolução de vetor de movimento adaptável.[146]
- Cópia intrabloco.[146]
- Modo de paleta.[146]

A versão ITU-T do padrão que adicionou as extensões SCC (aprovada em dezembro de 2016 e publicada em março de 2017) adicionou suporte para a função de transferência híbrida log-gama (HLG) e a matriz de cores ICtCp. Isso permite que a quarta versão do HEVC suporte ambas as funções de transferência HDR definidas na Rec. 2100.
A quarta versão do HEVC adiciona diversas mensagens de informações de aprimoramento suplementares (SEI), que incluem:
- Informações sobre características de transferência alternativas A mensagem SEI fornece informações sobre a função de transferência preferida a ser usada.[146] O principal caso de uso para isso seria fornecer vídeo HLG de uma forma que fosse compatível com dispositivos antigos.[147]
- Mensagem SEI do ambiente de visualização ambiente, fornece informações sobre a luz ambiente do ambiente de visualização que foi usado para criar o vídeo.[146][148]

## Perfis
| Recurso                                     | Versão 1 | Versão 1 | Versão 2 | Versão 2      | Versão 2      | Versão 2            | Versão 2            | Versão 2            | Versão 2            | Versão 2 |
| Recurso                                     | Main     | Main10   | Main12   | Main 4:2:2 10 | Main 4:2:2 12 | Main 4:4:4          | Main 4:4:4 10       | Main 4:4:4 12       | Main 4:4:4 16 Intra |          |
| ------------------------------------------- | -------- | -------- | -------- | ------------- | ------------- | ------------------- | ------------------- | ------------------- | ------------------- | -------- |
| Bit depth                                   | 8        | 8 a 10   | 8 a 12   | 8 a 10        | 8 a 12        | 8                   | 8 a 10              | 8 a 12              | 8 a 16              |          |
| Formatos de Chroma subsampling              | 4:2:0    | 4:2:0    | 4:2:0    | 4:2:0/ 4:2:2  | 4:2:0/ 4:2:2  | 4:2:0/ 4:2:2/ 4:4:4 | 4:2:0/ 4:2:2/ 4:4:4 | 4:2:0/ 4:2:2/ 4:4:4 | 4:2:0/ 4:2:2/ 4:4:4 |          |
| 4:0:0 (Monocromático)                       | Não      | Não      | Sim      | Sim           | Sim           | Sim                 | Sim                 | Sim                 | Sim                 |          |
| Previsão ponderada de alta precisão         | Não      | Não      | Sim      | Sim           | Sim           | Sim                 | Sim                 | Sim                 | Sim                 |          |
| Lista de deslocamento do Chroma QP          | Não      | Não      | Sim      | Sim           | Sim           | Sim                 | Sim                 | Sim                 | Sim                 |          |
| Previsão entre componentes                  | Não      | Não      | Não      | Não           | Não           | Sim                 | Sim                 | Sim                 | Sim                 |          |
| Desativação de suavização intra             | Não      | Não      | Não      | Não           | Não           | Sim                 | Sim                 | Sim                 | Sim                 |          |
| Adaptação persistente do arroz              | Não      | Não      | Não      | Não           | Não           | Sim                 | Sim                 | Sim                 | Sim                 |          |
| RDPCM implícito/explícito                   | Não      | Não      | Não      | Não           | Não           | Sim                 | Sim                 | Sim                 | Sim                 |          |
| Transformar blocos de salto maiores que 4×4 | Não      | Não      | Não      | Não           | Não           | Sim                 | Sim                 | Sim                 | Sim                 |          |
| Transformar pular contexto/rotação          | Não      | Não      | Não      | Não           | Não           | Sim                 | Sim                 | Sim                 | Sim                 |          |
| Processamento de precisão estendido         | Não      | Não      | Não      | Não           | Não           | Não                 | Não                 | Não                 | Sim                 |          |

A versão 1 do padrão HEVC define três perfis: Main, Main 10 e Main Still Picture. A versão 2 do HEVC adiciona 21 perfis de extensão de alcance, dois perfis de extensão escaláveis e um perfil de visualização múltipla. O HEVC também contém disposições para perfis adicionais. As extensões que foram adicionadas ao HEVC incluem maior profundidade de bits, amostragem de croma 4:2:2/4:4:4, codificação de vídeo multivisualização (MVC) e codificação de vídeo escalável (SVC). As extensões de alcance HEVC, extensões escaláveis HEVC e extensões multivisualização HEVC foram concluídas em julho de 2014. Em julho de 2014 foi lançado um rascunho da segunda versão do HEVC. Extensões de codificação de conteúdo de tela (SCC) estavam em desenvolvimento para vídeo de conteúdo de tela, que contém texto e gráficos, com uma data de lançamento do rascunho final prevista para 2015.
Um perfil é um conjunto definido de ferramentas de codificação que podem ser usadas para criar um fluxo de bits que esteja em conformidade com esse perfil. Um codificador para um perfil pode escolher quais ferramentas de codificação usar, desde que gere um fluxo de bits em conformidade, enquanto um decodificador para um perfil deve oferecer suporte a todas as ferramentas de codificação que podem ser usadas naquele perfil.

### Perfis da versão 1

#### Main
O perfil principal permite uma profundidade de bits de 8 bits por amostra com amostragem de croma 4:2:0, que é o tipo mais comum de vídeo usado com dispositivos de consumo.

#### Main 10
O perfil Main 10 (Main10) foi adicionado na reunião HEVC de outubro de 2012 com base na proposta JCTVC-K0109, que propôs que um perfil de 10 bits fosse adicionado ao HEVC para aplicações de consumo. A proposta dizia que isso permitiria uma melhor qualidade de vídeo e daria suporte ao espaço de cor Rec. 2020 que se tornou amplamente utilizado em sistemas UHDTV e para poder fornecer maior alcance dinâmico e fidelidade de cores, evitando artefatos de faixas. Várias empresas apoiaram a proposta, incluindo Ateme, BBC, BSkyB, Cisco, DirecTV, Ericsson, Motorola Mobility, NGCodec, NHK, RAI, ST, SVT, Thomson Video Networks, Technicolor e ViXS Systems. O perfil Main 10 permite uma profundidade de bits de 8 a 10 bits por amostra com amostragem de croma 4:2:0. Os decodificadores HEVC que estão em conformidade com o perfil Main 10 devem ser capazes de decodificar fluxos de bits feitos com os seguintes perfis: Main e Main 10. Uma profundidade de bits maior permite um número maior de cores. 8 bits por amostra permitem 256 tons por cor primária (um total de 16,78 milhões de cores), enquanto 10 bits por amostra permitem 1.024 tons por cor primária (um total de 1,07 bilhão de cores). Uma profundidade de bits maior permite uma transição de cor mais suave, o que resolve o problema conhecido como faixas de cor.
O perfil Main 10 permite uma qualidade de vídeo melhorada, pois pode suportar vídeo com uma profundidade de bits maior do que a suportada pelo perfil Main. Além disso, no perfil principal 10, o vídeo de 8 bits pode ser codificado com uma profundidade de bits maior de 10 bits, o que permite uma eficiência de codificação melhorada em comparação com o perfil principal.
A Ericsson disse que o perfil Main 10 traria os benefícios de 10 bits por amostra de vídeo para a TV do consumidor. Eles também disseram que para resoluções mais altas não há penalidade na taxa de bits para codificação de vídeo em 10 bits por amostra. A Imagination Technologies disse que um vídeo de 10 bits por amostra permitiria espaços de cores maiores e é necessário para o Rec. Espaço de cor de 2020 que será usado pela UHDTV. Eles também disseram que o Rec. O espaço de cores de 2020 impulsionaria a adoção generalizada de vídeo de 10 bits por amostra.
Em uma comparação de desempenho baseada em PSNR lançada em abril de 2013, o perfil Main 10 foi comparado ao perfil Main usando um conjunto de sequências de vídeo de 10 bits de 3840×2160. As sequências de vídeo de 10 bits foram convertidas para 8 bits para o perfil principal e permaneceram em 10 bits para o perfil principal 10. O PSNR de referência foi baseado nas sequências de vídeo originais de 10 bits. Na comparação de desempenho, o perfil Main 10 proporcionou uma redução de 5% na taxa de bits para codificação de vídeo entre quadros em comparação ao perfil Main. A comparação de desempenho afirma que, para as sequências de vídeo testadas, o perfil Main 10 superou o perfil Main.

#### Main Still Picture
| Padrão de codificação de imagem estática (método de teste) | Redução média da taxa de bits em comparação com | Redução média da taxa de bits em comparação com |
| Padrão de codificação de imagem estática (método de teste) | JPEG 2000                                       | JPEG                                            |
| ---------------------------------------------------------- | ----------------------------------------------- | ----------------------------------------------- |
| HEVC (PSNR)                                                | 20%                                             | 62%                                             |
| HEVC (MOS)                                                 | 31%                                             | 43%                                             |

O perfil Imagem estática principal ( MainStillPicture ) permite que uma única imagem estática seja codificada com as mesmas restrições do perfil principal. Como um subconjunto do perfil principal, o perfil principal de imagem estática permite uma profundidade de bits de 8 bits por amostra com amostragem de croma 4:2:0. Uma comparação objetiva de desempenho foi feita em abril de 2012, na qual o HEVC reduziu a taxa média de bits para imagens em 56% em comparação com o JPEG. Uma comparação de desempenho baseada em PSNR para compressão de imagens estáticas foi feita em maio de 2012 usando o codificador HEVC HM 6.0 e os codificadores de software de referência para os outros padrões. Para imagens estáticas, o HEVC reduziu a taxa de bits média em 15,8% em comparação com H.264/MPEG-4 AVC, 22,6% em comparação com JPEG 2000, 30,0% em comparação com JPEG XR, 31,0% em comparação com WebP e 43,0% em comparação com JPEG. 
Uma comparação de desempenho para compressão de imagens estáticas foi feita em janeiro de 2013 usando o codificador HEVC HM 8.0rc2, Kakadu versão 6.0 para JPEG 2000 e IJG versão 6b para JPEG. A comparação de desempenho utilizou PSNR para a avaliação objetiva e valores de Mean Opinion Score (MOS) para a avaliação subjetiva. A avaliação subjetiva utilizou a mesma metodologia de teste e imagens usadas pelo comitê JPEG quando avaliou o JPEG XR. Para imagens amostradas com croma 4:2:0, a redução média da taxa de bits para HEVC em comparação com JPEG 2000 foi de 20,26% para PSNR e 30,96% para MOS, enquanto em comparação com JPEG foi de 61,63% para PSNR e 43,10% para MOS.
Uma comparação de desempenho HEVC baseada em PSNR para compressão de imagens estáticas foi feita em abril de 2013 pela Nokia. O HEVC tem uma melhoria de desempenho maior para imagens de resolução mais alta do que para imagens de resolução mais baixa e uma melhoria de desempenho maior para taxas de bits mais baixas do que para taxas de bits mais altas. Para que a compressão com perdas obtivesse o mesmo PSNR que o HEVC, foram necessários em média 1,4× mais bits com o JPEG 2000, 1,6× mais bits com o JPEG-XR e 2,3× mais bits com o JPEG.
Um estudo de eficiência de compressão de HEVC, JPEG, JPEG XR e WebP foi realizado em outubro de 2013 pela Mozilla. O estudo mostrou que o HEVC foi significativamente melhor na compressão do que os outros formatos de imagem testados. Quatro métodos diferentes para comparar a qualidade da imagem foram usados no estudo, que foram Y-SSIM, RGB-SSIM, IW-SSIM e PSNR-HVS-M.

### Perfis da versão 2
A versão 2 do HEVC adiciona 21 perfis de extensão de alcance, dois perfis de extensão escaláveis e um perfil multivisualização: Monocromático, Monocromático 12, Monocromático 16, Main 12, Main 4:2:2 10, Principal 4:2:2 12, Main 4:4:4, Main 4:4:4 10, Main 4:4:4 12, Monocromático 12 Intra, Monocromático 16 Intra, Main 12 Intra, Main 4:2:2 10 Intra, Main 4:2:2 12 Intra, Principal 4:4:4 Intra, Main 4:4:4 10 Intra, Main 4:4:4 12 Intra, Main 4:4:4 16 Intra, Main 4:4:4 Imagem estática, Main 4:4:4 16 Imagem estática Imagem, Alto rendimento 4:4:4 16 Intra, Main escalável, Principal escalável 10 e Principal multivisualização. Todos os perfis de extensão de intervalo entre quadros têm um perfil Intra.
- Monocromático

O perfil monocromático permite uma profundidade de bits de 8 bits por amostra com suporte para amostragem de croma 4:0:0.
- Monocromático 12

O perfil Monochrome 12 permite uma profundidade de bits de 8 a 12 bits por amostra com suporte para amostragem de croma 4:0:0.
- Monocromático 16

O perfil Monochrome 16 permite uma profundidade de bits de 8 bits a 16 bits por amostra com suporte para amostragem de croma 4:0:0. Os decodificadores HEVC que estão em conformidade com o perfil Monochrome 16 devem ser capazes de decodificar fluxos de bits feitos com os seguintes perfis: Monochrome, Monochrome 12 e Monochrome 16.
- Main 12

O perfil Main 12 permite uma profundidade de bits de 8 bits a 12 bits por amostra com suporte para amostragem de croma 4:0:0 e 4:2:0. Os decodificadores HEVC que estão em conformidade com o perfil Main 12 devem ser capazes de decodificar fluxos de bits feitos com os seguintes perfis: Monocromático, Monocromático 12, Main, Main 10 e Main 12.
- Main 4:2:2 10

O perfil principal 4:2:2 10 permite uma profundidade de bits de 8 bits a 10 bits por amostra com suporte para amostragem de croma 4:0:0, 4:2:0 e 4:2:2. Os decodificadores HEVC que estão em conformidade com o perfil main 4:2:2 10 devem ser capazes de decodificar fluxos de bits feitos com os seguintes perfis: Monocromático, Main, Main 10, e Main 4:2:2 10.
- Main 4:2:2 12

O perfil main 4:2:2 12 permite uma profundidade de bits de 8 bits a 12 bits por amostra com suporte para amostragem de croma 4:0:0, 4:2:0 e 4:2:2. Os decodificadores HEVC que estão em conformidade com o perfil main 4:2:2 12 devem ser capazes de decodificar fluxos de bits feitos com os seguintes perfis: Monocromático, Monocromático 12, Main, Main 10, Main 12, Main 4:2:2 10, e Main 4:2:2 12.
- Main 4:4:4

O perfil main 4:4:4 permite uma profundidade de bits de 8 bits por amostra com suporte para amostragem de croma 4:0:0, 4:2:0, 4:2:2 e 4:4:4. Os decodificadores HEVC que estão em conformidade com o perfil main 4:4:4 devem ser capazes de decodificar fluxos de bits feitos com os seguintes perfis: Monocromático, Main, e Main 4:4:4.
- Main 4:4:4 10

O perfil main 4:4:4 10 permite uma profundidade de bits de 8 bits a 10 bits por amostra com suporte para amostragem de croma 4:0:0, 4:2:0, 4:2:2 e 4:4:4. Os decodificadores HEVC que estão em conformidade com o perfil main 4:4:4 10 devem ser capazes de decodificar fluxos de bits feitos com os seguintes perfis: Monocromático, Main, Main 10, Main 4:2:2 10, Main 4:4:4, e Main 4:4:4 10.
- Main 4:4:4 12

O perfil main 4:4:4 12 permite uma profundidade de bits de 8 bits a 12 bits por amostra com suporte para amostragem de croma 4:0:0, 4:2:0, 4:2:2 e 4:4:4. Os decodificadores HEVC que estão em conformidade com o perfil main 4:4:4 12 devem ser capazes de decodificar fluxos de bits feitos com os seguintes perfis: Monocromático, Main, Main 10, Main 12, Main 4:2:2 10, Main 4:2:2 12, Main 4:4:4, Main 4:4:4 10, Main 4:4:4 12, e Monocromático 12.
- Main 4:4:4 16 Intra

O perfil Main 4:4:4 16 Intra permite uma profundidade de bits de 8 bits a 16 bits por amostra com suporte para amostragem de croma 4:0:0, 4:2:0, 4:2:2 e 4:4:4. Os decodificadores HEVC que estão em conformidade com o perfil Main 4:4:4 16 Intra devem ser capazes de decodificar fluxos de bits feitos com os seguintes perfis: Monochrome Intra, Monochrome 12 Intra, Monochrome 16 Intra, Main Intra, Main 10 Intra, Main 12 Intra, Main 4:2:2 10 Intra, Main 4:2:2 12 Intra, Main 4:4:4 Intra, Main 4:4:4 10 Intra, e Main 4:4:4 12 Intra.
- High Throughput 4:4:4 16 Intra

O perfil High Throughput 4:4:4 16 Intra permite uma profundidade de bits de 8 bits a 16 bits por amostra com suporte para amostragem de croma 4:0:0, 4:2:0, 4:2:2 e 4:4:4. O perfil High Throughput 4:4:4 16 Intra tem uma taxa de HbrFactor bits 12 vezes maior do que outros perfis HEVC, permitindo que ele tenha uma taxa de bits máxima 12 vezes maior do que o perfil Main 4:4:4 16 Intra. O perfil High Throughput 4:4:4 16 Intra foi projetado para criação de conteúdo profissional de ponta e os decodificadores para este perfil não precisam oferecer suporte a outros perfis.
- Main 4:4:4 Still Picture

O perfil Main 4:4:4 Still Picture permite que uma única imagem estática seja codificada com as mesmas restrições do perfil Main 4:4:4. Como um subconjunto do perfil Main 4:4:4, o perfil Main 4:4:4 Still Picture permite uma profundidade de bits de 8 bits por amostra com suporte para amostragem de croma 4:0:0, 4:2:0, 4:2:2 e 4:4:4.
- Main 4:4:4 16 Still Picture

O perfil Main 4:4:4 16 Still Picture permite que uma única imagem estática seja codificada com as mesmas restrições do perfil Main 4:4:4 16 Intra. Como um subconjunto do perfil Main 4:4:4 16 Intra, o perfil Main 4:4:4 16 Still Picture permite uma profundidade de bits de 8 bits a 16 bits por amostra com suporte para amostragem de croma 4:0:0, 4:2:0, 4:2:2 e 4:4:4.
- Scalable Main

O perfil Scalable Main permite uma camada base que está em conformidade com o perfil principal do HEVC.
- Scalable Main 10

O perfil Scalable Main 10 permite uma camada base que está em conformidade com o perfil Main 10 do HEVC.
- Multiview Main

O perfil Main Multiview permite uma camada base que está em conformidade com o perfil principal do HEVC.

### Perfis da versão 3 e superiores
A versão 3 do HEVC adicionou um perfil 3D: 3D Main. O rascunho de fevereiro de 2016 das extensões de codificação de conteúdo de tela adicionou sete perfis de extensões de codificação de conteúdo de tela, três perfis de extensões de alto rendimento e quatro perfis de extensões escaláveis: Screen-Extended Main, Screen-Extended Main 10, Screen-Extended Main 4:4:4, Screen-Extended Main 4:4:4 10, Screen-Extended High Throughput 4:4: 4, Screen-Extended High Throughput 4:4:4 10, Screen-Extended High Throughput 4:4:4 14, High Throughput 4:4:4, High Throughput 4:4:4 10, High Throughput 4:4:4 14, Scalable Monochrome, Scalable Monochrome 12, Scalable Monochrome 16 e Scalable Main 4:4:4.
- 3D Main

O perfil Main 3D permite uma camada base que se adapta ao perfil principal do HEVC.
- Screen-Extended Main

O perfil Screen-Extended Main permite uma profundidade de bits de 8 bits por amostra com suporte para amostragem de croma 4:0:0 e 4:2:0. Os decodificadores HEVC que estão em conformidade com o perfil Screen-Extended Main devem ser capazes de decodificar fluxos de bits feitos com os seguintes perfis: Monochrome, Main, e Screen-Extended Main.
- Screen-Extended Main 10

O perfil Screen-Extended Main 10 permite uma profundidade de bits de 8 bits a 10 bits por amostra com suporte para amostragem de croma 4:0:0 e 4:2:0. Os decodificadores HEVC que estão em conformidade com o perfil Screen-Extended Main 10 devem ser capazes de decodificar fluxos de bits feitos com os seguintes perfis: Monochrome, Main, Main 10, Screen-Extended Main, e Screen-Extended Main 10.
- Screen-Extended Main 4:4:4

O perfil Screen-Extended Main 4:4:4 permite uma profundidade de bits de 8 bits por amostra com suporte para amostragem de croma 4:0:0, 4:2:0, 4:2:2 e 4:4:4. Os decodificadores HEVC que estão em conformidade com o perfil Screen-Extended Main 4:4:4 devem ser capazes de decodificar fluxos de bits feitos com os seguintes perfis: Monochrome, Main, Main 4:4:4, Screen-Extended Main, e Screen-Extended Main 4:4:4.
- Screen-Extended Main 4:4:4 10

O perfil Screen-Extended Main 4:4:4 10 permite uma profundidade de bits de 8 bits a 10 bits por amostra com suporte para amostragem de croma 4:0:0, 4:2:0, 4:2:2 e 4:4:4. Os decodificadores HEVC que estão em conformidade com o perfil Screen-Extended Main 4:4:4 10 devem ser capazes de decodificar fluxos de bits feitos com os seguintes perfis: Monochrome, Main, Main 10, Main 4:2:2 10, Main 4:4:4, Main 4:4:4 10, Screen-Extended Main, Screen-Extended Main 10, Screen-Extended Main 4:4:4, e Screen-Extended Main 4:4:4 10.
- Screen-Extended High Throughput 4:4:4

O perfil Screen-Extended High Throughput 4:4:4 permite uma profundidade de bits de 8 bits por amostra com suporte para amostragem de croma 4:0:0, 4:2:0, 4:2:2 e 4:4:4. O perfil Screen-Extended High Throughput 4:4:4 tem um HbrFactor 6 vezes maior do que a maioria dos perfis HEVC entre quadros, permitindo que ele tenha uma taxa de bits máxima 6 vezes maior do que o perfil Main 4:4:4. Os decodificadores HEVC que estão em conformidade com o perfil Screen-Extended High Throughput 4:4:4 devem ser capazes de decodificar fluxos de bits feitos com os seguintes perfis: Monochrome, Main, Main 4:4:4, Screen-Extended Main, Screen-Extended Main 4:4:4, Screen-Extended High Throughput 4:4:4, e High Throughput 4:4:4.
- Screen-Extended High Throughput 4:4:4 10

O perfil Screen-Extended High Throughput 4:4:4 10 permite uma profundidade de bits de 8 bits a 10 bits por amostra com suporte para amostragem de croma 4:0:0, 4:2:0, 4:2:2 e 4:4:4. O perfil Screen-Extended High Throughput 4:4:4 10 tem um HbrFactor 6 vezes maior do que a maioria dos perfis HEVC entre quadros, permitindo que ele tenha uma taxa de bits máxima 6 vezes maior do que o perfil Main 4:4:4 10. Os decodificadores HEVC que estejam em conformidade com o perfil Screen-Extended High Throughput 4:4:4 10 devem ser capazes de decodificar fluxos de bits feitos com os seguintes perfis: Monochrome, Main, Main 10, Main 4:2:2 10, Main 4:4:4, Main 4:4:4 10, Screen-Extended Main, Screen-Extended Main 10, Screen-Extended Main 4:4:4, Screen-Extended Main 4:4:4 10, Screen-Extended High Throughput 4:4:4, Screen-Extended High Throughput 4:4:4 10, High Throughput 4:4:4, e High Throughput 4:4:4.
- Screen-Extended High Throughput 4:4:4 14

O perfil Screen-Extended High Throughput 4:4:4 14 permite uma profundidade de bits de 8 bits a 14 bits por amostra com suporte para amostragem de croma 4:0:0, 4:2:0, 4:2:2 e 4:4:4. O perfil Screen-Extended High Throughput 4:4:4 14 tem um HbrFactor 6 vezes maior do que a maioria dos perfis HEVC entre quadros. Os decodificadores HEVC que estejam em conformidade com o perfil Screen-Extended High Throughput 4:4:4 14 devem ser capazes de decodificar fluxos de bits feitos com os seguintes perfis: Monochrome, Main, Main 10, Main 4:2:2 10, Main 4:4:4, Main 4:4:4 10, Screen-Extended Main, Screen-Extended Main 10, Screen-Extended Main 4:4:4, Screen-Extended Main 4:4:4 10, Screen-Extended High Throughput 4:4:4, Screen-Extended High Throughput 4:4:4 10, Screen-Extended High Throughput 4:4:4 14, High Throughput 4:4:4, High Throughput 4:4:4 10, e High Throughput 4:4:4 14.
- High Throughput 4:4:4

O perfil High Throughput 4:4:4 permite uma profundidade de bits de 8 bits por amostra com suporte para amostragem de croma 4:0:0, 4:2:0, 4:2:2 e 4:4:4. O perfil High Throughput 4:4:4 tem um HbrFactor 6 vezes maior do que a maioria dos perfis HEVC entre quadros, permitindo que ele tenha uma taxa de bits máxima 6 vezes maior do que o perfil Main 4:4:4. Os decodificadores HEVC que estão em conformidade com o perfil High Throughput 4:4:4 devem ser capazes de decodificar fluxos de bits feitos com os seguintes perfis: High Throughput 4:4:4.
- High Throughput 4:4:4 10

O perfil High Throughput 4:4:4 10 permite uma profundidade de bits de 8 bits a 10 bits por amostra com suporte para amostragem de croma 4:0:0, 4:2:0, 4:2:2 e 4:4:4. O perfil High Throughput 4:4:4 10 tem um HbrFactor 6 vezes maior do que a maioria dos perfis HEVC entre quadros, permitindo que ele tenha uma taxa de bits máxima 6 vezes maior do que o perfil Main 4:4:4 10. Os decodificadores HEVC que estão em conformidade com o perfil High Throughput 4:4:4 10 devem ser capazes de decodificar fluxos de bits feitos com os seguintes perfis: High Throughput 4:4:4 e High Throughput 4:4:4 10.
- High Throughput 4:4:4 14

O perfil High Throughput 4:4:4 14 permite uma profundidade de bits de 8 bits a 14 bits por amostra com suporte para amostragem de croma 4:0:0, 4:2:0, 4:2:2 e 4:4:4. O perfil High Throughput 4:4:4 14 tem um HbrFactor 6 vezes maior do que a maioria dos perfis HEVC entre quadros. Os decodificadores HEVC que estão em conformidade com o perfil High Throughput 4:4:4 14 devem ser capazes de decodificar fluxos de bits feitos com os seguintes perfis: High Throughput 4:4:4, High Throughput 4:4:4 10, e High Throughput 4:4:4 14.
- Scalable Monochrome

O perfil Scalable Monochrome permite uma camada base que está em conformidade com o perfil Monochrome do HEVC.
- Scalable Monochrome 12

O perfil Scalable Monochrome 12 permite uma camada base que está em conformidade com o perfil Monochrome 12 do HEVC.
- Scalable Monochrome 16

O perfil Scalable Monochrome 16 permite uma camada base que se adapta ao perfil Monochrome 16 do HEVC.
- Scalable Main 4:4:4

O perfil Scalable Main 4:4:4 permite uma camada base que está em conformidade com o perfil principal 4:4:4 do HEVC.

## Níveis
O padrão HEVC define duas camadas, Main e High, e treze níveis. Um nível é um conjunto de restrições para um fluxo de bits. Para níveis abaixo do nível 4, apenas a camada Main é permitida. A camada Main é uma camada inferior à camada Alta. As camadas foram feitas para lidar com aplicativos que diferem em termos de sua taxa de bits máxima. A camada Main foi projetada para a maioria dos aplicativos, enquanto a camada High foi projetada para aplicativos muito exigentes. Um decodificador que esteja em conformidade com uma determinada camada/nível deve ser capaz de decodificar todos os fluxos de bits que são codificados para essa camada/nível e para todas as camadas/níveis inferiores. 
| Nível | Taxa máxima de amostragem de luma (amostras/s) | Tamanho máximo da imagem luma (amostras) | Taxa de bits máxima para perfis Main e Main 10 (kbit/s)[A] | Taxa de bits máxima para perfis Main e Main 10 (kbit/s)[A] | Exemplo de resolução de imagem @ maior taxa de quadros[B] (MaxDpbSize[C]) More/Fewer examples |
| Nível | Taxa máxima de amostragem de luma (amostras/s) | Tamanho máximo da imagem luma (amostras) | Main tier                                                  | High tier                                                  | Exemplo de resolução de imagem @ maior taxa de quadros[B] (MaxDpbSize[C]) More/Fewer examples |
| ----- | ---------------------------------------------- | ---------------------------------------- | ---------------------------------------------------------- | ---------------------------------------------------------- | --------------------------------------------------------------------------------------------- |
| 1     | 552,960                                        | 36,864                                   | 128                                                        | –                                                          | 128×96@33.7 (6) 176×144@15 (6)                                                                |
| 2     | 3,686,400                                      | 122,880                                  | 1,500                                                      | –                                                          | 176×144@100 (16) 352×288@30 (6)                                                               |
| 2.1   | 7,372,800                                      | 245,760                                  | 3,000                                                      | –                                                          | 352×288@60 (12) 640×360@30 (6)                                                                |
| 3     | 16,588,800                                     | 552,960                                  | 6,000                                                      | –                                                          | 640×360@67.5 (12) 720×576@37.5 (8) 960×540@30 (6)                                             |
| 3.1   | 33,177,600                                     | 983,040                                  | 10,000                                                     | –                                                          | 720×576@75 (12) 960×540@60 (8) 1280×720@33.7 (6)                                              |
| 4     | 66,846,720                                     | 2,228,224                                | 12,000                                                     | 30,000                                                     | 1,280×720@68 (12) 1,920×1,080@32 (6) 2,048×1,080@30.0 (6)                                     |
| 4.1   | 133,693,440                                    | 2,228,224                                | 20,000                                                     | 50,000                                                     | 1,280×720@136 (12) 1,920×1,080@64 (6) 2,048×1,080@60 (6)                                      |
| 5     | 267,386,880                                    | 8,912,896                                | 25,000                                                     | 100,000                                                    | 1,920×1,080@128 (16) 3,840×2,160@32 (6) 4,096×2,160@30 (6)                                    |
| 5.1   | 534,773,760                                    | 8,912,896                                | 40,000                                                     | 160,000                                                    | 1,920×1,080@256 (16) 3,840×2,160@64 (6) 4,096×2,160@60 (6)                                    |
| 5.2   | 1,069,547,520                                  | 8,912,896                                | 60,000                                                     | 240,000                                                    | 1,920×1,080@300 (16) 3,840×2,160@128 (6) 4,096×2,160@120 (6)                                  |
| 6     | 1,069,547,520                                  | 35,651,584                               | 60,000                                                     | 240,000                                                    | 3,840×2,160@128 (16) 7,680×4,320@32 (6) 8,192×4,320@30 (6)                                    |
| 6.1   | 2,139,095,040                                  | 35,651,584                               | 120,000                                                    | 480,000                                                    | 3,840×2,160@256 (16) 7,680×4,320@64 (6) 8,192×4,320@60 (6)                                    |
| 6.2   | 4,278,190,080                                  | 35,651,584                               | 240,000                                                    | 800,000                                                    | 3,840×2,160@300 (16) 7,680×4,320@128 (6) 8,192×4,320@120 (6)                                  |

A  A taxa de bits máxima do perfil é baseada na combinação de profundidade de bits, amostragem de croma e o tipo de perfil. Para profundidade de bits, a taxa de bits máxima aumenta em 1,5× para perfis de 12 bits e 2× para perfis de 16 bits. Para amostragem de croma, a taxa de bits máxima aumenta em 1,5× para perfis 4:2:2 e 2× para perfis 4:4:4. Para os perfis Intra, a taxa de bits máxima aumenta em 2×.
B  A taxa máxima de quadros suportada pelo HEVC é 300 fps.
C  O MaxDpbSize é o número máximo de imagens no buffer de imagens decodificadas.

### Buffer de iamgem decodificado
Imagens decodificadas anteriormente são armazenadas em um buffer de imagem decodificada (DPB) e são usadas por codificadores HEVC para formar previsões para imagens subsequentes. O número máximo de imagens que podem ser armazenadas no DPB, chamado de capacidade DPB, é 6 (incluindo a imagem atual) para todos os níveis HEVC ao operar no tamanho máximo de imagem suportado pelo nível. A capacidade DPB (em unidades de imagens) aumenta de 6 para 8, 12 ou 16 conforme o tamanho da imagem diminui do tamanho máximo de imagem suportado pelo nível. O codificador seleciona quais imagens específicas são retidas no DPB em uma base imagem por imagem, então o codificador tem a flexibilidade de determinar por si mesmo a melhor maneira de usar a capacidade DPB ao codificar o conteúdo de vídeo.

## Contêiners
A MPEG publicou uma emenda que adicionou suporte HEVC ao fluxo de transporte MPEG usado por ATSC, DVB e Blu-ray Disc; a MPEG decidiu não atualizar o fluxo de programa MPEG usado por DVD-Video. A MPEG também adicionou suporte HEVC ao formato de arquivo de mídia base ISO. HEVC também é suportado pelo padrão de transporte de mídia MPEG. O suporte para HEVC foi adicionado ao Matroska a partir do lançamento do MKVToolNix v6.8.0 após um patch do DivX ter sido mesclado. Um rascunho de documento foi enviado à Internet Engineering Task Force que descreve um método para adicionar suporte HEVC ao Real-time Transport Protocol.
Usando a codificação intraframe do HEVC, um formato codificado de imagem estática chamado Better Portable Graphics (BPG) foi proposto pelo programador Fabrice Bellard. É essencialmente um wrapper para imagens codificadas usando o perfil HEVC Main 4:4:4 16 Still Picture com até 14 bits por amostra, embora use uma sintaxe de cabeçalho abreviada e adicione suporte explícito para Exif, perfis ICC e metadados XMP.

## Termos de licença de patente
Termos de licença e taxas para patentes HEVC, em comparação com seus principais concorrentes:
| Formado de vídeo | Licenciante                                                             | Royalties de codec | Isenções de royalties de codec | Limite anual de royalty de codec | Taxa de distribuição de conteúdo |
| ---------------- | ----------------------------------------------------------------------- | --- | --- | --- | --- |
| HEVC             | MPEG LA                                                                 | ▪ US$0.20 por unidade | ▪ Primeiras 100 mil unidades por ano | ▪ US$25 milhões | ▪ US$0 |
| HEVC             | HEVC Advance                                                            | Região 1: ▪ US$0.40 (mobile) ▪ US$1.20 (4K TV) ▪ US$0.20-0.80 (outros) Região 2: ▪ US$0.20 (mobile) ▪ US$0.60 (4K TV) ▪ US$0.20–0.40 (outros) | ▪ US$25,000 por ano ▪ A maioria das implementações de software HEVC distribuídas para dispositivos de consumo após a primeira venda                                                                                              | ▪ US$40 milhões | Distribuição física: ▪ $0.0225 por disco/título (Região 1) ▪ $0.01125 por disco/título (Região 2) Distribuição não física: ▪ US$0 |
| HEVC             | Technicolor                                                             | acordos personalizados | acordos personalizados | acordos personalizados | ▪ US$0 |
| HEVC             | Velos Media                                                             | ? | ? | ? | ▪ Presume-se que cobra royalties |
| HEVC             | outros (AT&T, Microsoft, Motorola, Nokia, Cisco, ...)                   | ? | ? | ? | ? |
| AVC              | MPEG LA                                                                 | Codecs para usuários finais e OEM para PC, mas não fazem parte do sistema operacional de PC: ▪ US$0.20: mais de 100 mil unidades/ano ▪ US$0.10: mais de 5 milhões de unidades/ano Codecs OEM de marca para sistema operacional de PC: ▪ US$0.20: mais de 100 mil unidades/ano ▪ US$0.10: mais de 5 milhões de unidades/ano | Codecs para usuários finais e OEM para PC, mas não fazem parte do sistema operacional do PC: ▪ Primeiras 100 mil unidades a cada ano Codecs OEM de marca para sistema operacional do PC: ▪ Primeiras 100 mil unidades a cada ano | Codecs para usuários finais e OEM para PC, mas não parte do sistema operacional de PC: ▪ US$9.75 milhões (para o período de 2017-20) Codecs OEM de marca para sistema operacional de PC: ▪ US$9.75 milhões (para o período de 2017-20) | Televisão gratuita: ▪ uma única vez US$ 2.500 por codificador de transmissão, ou ▪ $2,500...$10,000 de taxa anual Transmissão pela Internet: ▪ US$0 Modelo de assinante pago: ▪ 0$0/ano: 00k...100k assinantes ▪ 0$25,000/ano: 100k...250k assinantes ▪ 0$50,000/ano: 250k...500k assinantes ▪ 0$75,000/ano: 500k...1M assinantes ▪ $100,000/ano: 1M+ assinantes Modelo pago por título: ▪ 0...12 min: sem royalties ▪ 12+ menor de 2% ou US$ 0,02/título Máximo anual Conteúdo relacionado a royalties: ▪ US$8.125 milhões |
| AVC              | outros (Nokia, Qualcomm, Broadcomm, Blackberry, Texas Instruments, MIT) | ? | ? | ? | ? |
| AV1              | Alliance for Open Media                                                 | ▪ US$0 | — | — | ▪ US$0 |
| Daala            | Mozilla & Xiph.org                                                      | ▪ US$0 | — | — | ▪ US$0 |
| VP9              | Google                                                                  | ▪ US$0 | — | — | ▪ US$0 |

### Provisão para software sem custos
Assim como seu predecessor AVC, os distribuidores de software que implementam HEVC em produtos devem pagar um preço por cópia distribuída.[i] Embora esse modelo de licenciamento seja administrável para software pago, ele é um obstáculo para a maioria dos softwares livres e de código aberto, que devem ser distribuídos livremente. Na opinião da MulticoreWare, a desenvolvedora do x265, habilitar codificadores e decodificadores de software livres de royalties é do interesse de acelerar a adoção do HEVC. O HEVC Advance fez uma exceção que renuncia especificamente aos royalties em implementações somente de software (decodificadores e codificadores) quando não agrupadas com hardware. No entanto, o software isento não está livre das obrigações de licenciamento de outros detentores de patentes (por exemplo, membros do pool MPEG LA).
Embora o obstáculo ao software livre não seja uma preocupação, por exemplo, em redes de transmissão de TV, esse problema, combinado com a perspectiva de um futuro bloqueio coletivo ao formato, faz com que várias organizações como a Mozilla (veja OpenH264) e a Free Software Foundation Europe sejam cautelosas com formatos que rendem royalties para uso na Internet. Os formatos concorrentes destinados ao uso na Internet (VP9 e AV1) pretendem evitar essas preocupações por serem livres de royalties (desde que não haja reivindicações de terceiros sobre direitos de patente).
↑i : Independentemente de como o software é licenciado pelos autores do software (veja licenciamento de software), se o que ele faz for patenteado, seu uso permanece vinculado aos direitos dos detentores da patente, a menos que o uso das patentes tenha sido autorizado por uma licença.

## Codificação de vídeo versátil
Em outubro de 2015, a MPEG e a VCEG formaram a Joint Video Exploration Team (JVET) para avaliar as tecnologias de compressão disponíveis e estudar os requisitos para um padrão de compressão de vídeo de próxima geração. O novo algoritmo deve ter uma taxa de compressão 30–50% melhor para a mesma qualidade perceptual, com suporte para compressão sem perdas e subjetivamente sem perdas. Ele também deve suportar YCbCr 4:4:4, 4:2:2 e 4:2:0 com 10 a 16 bits por componente, ampla gama de cores BT.2100 e alta faixa dinâmica (HDR) de mais de 16 pontos (com brilho máximo de 1.000, 4.000 e 10.000 nits), canais auxiliares (para profundidade, transparência, etc.), taxas de quadros variáveis e fracionárias de 0 a 120 Hz, codificação de vídeo escalável para diferenças temporais (taxa de quadros), espaciais (resolução), SNR, gama de cores e faixa dinâmica, codificação estéreo/multiview, formatos panorâmicos e codificação de imagem estática. É esperada uma complexidade de codificação de 10 vezes a do HEVC. O JVET emitiu um "Chamado de Propostas" final em outubro de 2017, com o primeiro rascunho de trabalho do padrão Versatile Video Coding (VVC) lançado em abril de 2018. O padrão VVC foi finalizado em 6 de julho de 2020.